# Crioquinesis
La crioquinesis o criokinesis (del griego antiguo κρύος, krýos, «frío» y κίνησις, kínēsis, «movimiento») es la hipotética habilidad psicoquinética de manipular el frío.
Según una teoría, al disminuir la temperatura corporal mediante el simple uso de la mente se podrían afectar las moléculas del aire para desacelerarlas y así lograr que se enfríe y se condense, dando lugar a cuerpos fríos sólidos como por ejemplo el hielo. Otra teoría supone que la crioquinesis no es más que una parte de la termoquinesis y que permitiría enfriar objetos sólidos o líquidos, pero no necesariamente crearlos.
La crioquinesis, al igual que las demás habilidades psicoquinéticas, carece de pruebas empíricas de su existencia, por lo que la comunidad científica niega su existencia y la engloba, por lo tanto, en el ámbito de la psicoquinesia, que a su vez se engloba en la parapsicología.

## En la ficción
La crioquinesis es vista muy a menudo en diversos medios como cómics, novelas, cuentos, series de televisión o películas, donde es usada como una habilidad especial o poder de ciertos personajes ficticios. Algunos de los personajes que poseen habilidades crioquinéticas son:
- Sub-Zero (Mortal Kombat)[2]
- Dōma (Demon Slayer)
- Iceman (Marvel Comics)[2]
- Elsa (Frozen)[2]
- Jack Frost (Marvel Comics)
- Katara (Avatar: la leyenda de Aang)
- Danny Fenton (Danny Phantom)
- Rey Helado (Adventure Time)[2]
- Tracy Strauss (Héroes)
- Percy Jackson (Percy Jackson y los dioses del Olimpo)
- Zafiro (Steven Universe)
- Luna Snow (Marvel Comics)
- Killer Frost (DC Comics)
- Icicle (DC Comics)
- Emma Gilbert (H2O: Just Add Water)
- Gray Fullbuster (Fairy Tail)[3]
- Lucas (Mother 3)
- Ness (EarthBound)
- Ghiaccio (JoJo's Bizarre Adventure)
- Kula Diamond (The King of Fighters)
- Shōto Todoroki (My Hero Academia)[3]
- Geten (My Hero Academia)
- Ingrid (Once Upon a Time)
- Freya (El cazador y la reina del hielo)
- Sr. Frío (DC Comics)[2]
- Nora Fries (DC Comics)
- Frozono (Los Increíbles)[2]
- Reina de las Nieves (La reina de las nieves)
- Jack Frost (El origen de los guardianes)[2]
- Hielo (DC Comics)
- Capitán Frío (DC Comics)
- Ventisca (Marvel Comics)
- Equinox (Marvel Comics)
- Aang (Avatar: la leyenda de Aang)
- Crystal (Marvel Comics)
- Donna Troy (DC Comics)
- Dolores Winters (DC Comics)
- Cometa (DC Comics)
- Charlotte Watsford (H2O: Just Add Water)
- Angel Salvadore (Marvel Comics)
- Zan (DC Comics)
- Hyōga (Los caballeros del zodiaco)
- Bruja Blanca (Las Crónicas de Narnia)[2]
- Korra (La leyenda de Korra)[2]
- Laufey (Marvel Comics)
- Ymir (Marvel Comics)
- Loki (Marvel Comics)
- Martinex (Marvel Comics)
- Ami Mizuno (Sailor Moon)
- Oya (Marvel Comics)
- Frost (Mortal Kombat)
- Chillblaine (DC Comics)
- Mera (DC Comics)
- Aqualad (DC Comics)
- Aquaman (DC Comics)
- Poseidón (DC Comics)
- Paibok (Marvel Comics)
- Polar Boy (DC Comics)
- Rem (Re:Zero)
- Rukia Kuchiki (Bleach)
- Tsuna Sawada (Katekyō Hitman Reborn!)
- Tōshirō Hitsugaya (Bleach)
- Wiccan (Marvel Comics)
- Khione (Arrowverso)
- Shimo (MonsterVerse)
- Ludlow (Charmed)
- P. Bowen (Charmed)
- Jack Frost (The Santa Clause 3: The Escape Clause)
- An Shigeng (The Four)
- Mago del Clima (DC Comics)
- Tormenta (Marvel Comics)
- Rey de la Noche (Game of Thrones)
- Snow Fright (Power Rangers Ninja Steel)
- Taydeus (Charmed)
- Candy (Project Power)
- HoroHoro (Shaman King)[3]
- Esdeath (Akame ga Kill!)[3]
- Aokiji (One Piece)[3]
- Articuno (Pokemon)[2]
- Yoko (Yoko)
- Salvajibestias (Cómo entrenar a tu dragón)
- Reina de Nieve (The Yinyang Master)
- Hank Henshaw (DC Comics)
- Caminantes Blancos (Canción de hielo y fuego)
- Gigantes de Jotunheim (Marvel Comics)
- Kryptonianos (DC Comics)
- Daxamitas (DC Comics)
- Afelio (Marvel Comics)
- Caballero Fantasma (DC Comics)
- Neve y Gliz (Juegos Olímpicos de Turín 2006)
- Aster (Juegos Paralímpicos de Turín 2006)